# Elecciones municipales de Moyobamba de 2022
Las elecciones municipales de Moyobamba de 2022 se llevaron a cabo el 2 de octubre de 2022 para elegir al alcalde y al Concejo Provincial de Moyobamba para el periodo 2023-2026. La elección se celebró simultáneamente con elecciones regionales y municipales (provinciales y distritales) en todo el Perú.

## Sistema electoral
La Municipalidad Provincial de Moyobamba es el órgano administrativo y de gobierno de la provincia de Moyobamba. Está compuesta por el alcalde y el Concejo Provincial.
La votación del alcalde y el concejo se realiza en base al sufragio universal, que comprende a todos los ciudadanos nacionales mayores de dieciocho años, empadronados y residentes en la provincia de Moyobamba y en pleno goce de sus derechos políticos, así como a los ciudadanos no nacionales residentes y empadronados en la provincia de Moyobamba. No hay reelección inmediata de alcaldes.
El Concejo Provincial de Moyobamba está compuesto por 11 regidores elegidos por sufragio directo para un período de cuatro (4) años, en forma conjunta con la elección del alcalde (quien lo preside). La votación es por lista cerrada y bloqueada. Se asigna a la lista ganadora los escaños según el método d'Hondt o la mitad más uno, lo que más le favorezca.

## Composición del Concejo Provincial de Moyobamba
La siguiente tabla muestra la composición del Concejo Provincial de Moyobamba antes de las elecciones.
| Partidos | Partidos                 | Regidores |
| -------- | ------------------------ | --------- |
|          | Acción Regional          | 7         |
|          | Alianza para el Progreso | 2         |
|          | Acción Popular           | 1         |
|          | Vamos Perú               | 1         |

## Elecciones internas
Los partidos políticos realizaron la convocatoria a elecciones internas (15–22 de enero de 2022) para definir a los candidatos de sus organizaciones en listas cerradas y bloqueadas. Se someten a elección las candidaturas a:
- Alcaldía Provincial de Moyobamba (1 candidatura).
- Concejo Provincial de Moyobamba (11 candidaturas).
- Alcaldías distritales de Moyobamba (5 candidaturas).
- Concejos distritales de Moyobamba (25 candidaturas).

Existen dos modalidades para la organización de las elecciones internas:
- Modalidad de elección directa: con voto universal, libre, voluntario, igual, directo y secreto de los afiliados. Será la modalidad utilizada por Acción Regional,[5] Alianza para el Progreso,[6] Somos Perú[7] y Unión Regional.[5] Las elecciones se realizaron el 15 de mayo de 2022.
- Modalidad de delegados: a través de delegados previamente elegidos mediante voto universal, libre, voluntario, igual, directo y secreto de los afiliados. Será la modalidad utilizada por Fuerza Popular,[8] Juntos por el Perú,[9] Avanza País[10] y Frente de la Esperanza.[11] Las elecciones se realizaron el 22 de mayo de 2022.

## Partidos y candidatos
A continuación se muestra una lista de los principales partidos y alianzas electorales que participan en las elecciones:
| Candidatura | Candidatura | Partidos y alianzas                    | Candidatos | Candidatos                | Ideología                                                          | Resultado previo | Resultado previo | Ref. |
| Candidatura | Candidatura | Partidos y alianzas                    | Candidatos | Candidatos                | Ideología                                                          | Votos (%)        | Reg.             | Ref. |
| ----------- | ----------- | -------------------------------------- | ---------- | ------------------------- | ------------------------------------------------------------------ | ---------------- | ---------------- | ---- |
|             | AR          | Lista - Acción Regional (AR)           |            | Emilio Shica Cabrera      | Regionalismo sanmartinense                                         | 39.13%           | 7                |      |
|             | APP         | Lista - Alianza para el Progreso (APP) |            | Oswaldo Jiménez Salas     | Liberalismo económico Conservadurismo liberal Populismo de derecha | 18.52%           | 2                |      |
|             | FP          | Lista - Fuerza Popular (FP)            |            | César Arévalo López       | Fujimorismo Conservadurismo social Populismo de derecha            | 2.45%            | 0                |      |
|             | SP          | Lista - Somos Perú (SP)                |            | Adler Oliva Chicana       | Democracia cristiana Conservadurismo social                        | Nuevo            | Nuevo            |      |
|             | AvP         | Lista - Avanza País (AvP)              |            | Diana Martínez Chuquizuta | Conservadurismo liberal Liberalismo clásico                        | Nuevo            | Nuevo            |      |
|             | JP          | Lista - Juntos por el Perú (JP)        |            | Winder Sánchez Ceopa      | Socialismo democrático Progresismo                                 | Nuevo            | Nuevo            |      |
|             | FE          | Lista - Frente de la Esperanza (FE)    |            | Nilsa Rodríguez Brown     | Reformismo                                                         | Nuevo            | Nuevo            |      |
|             | UR          | Lista - Unión Regional (UR)            |            | Ernesto Peña Robalino     | Regionalismo sanmartinense                                         | Nuevo            | Nuevo            |      |

## Sondeos de opinión
Las siguientes tablas enumeran las estimaciones de la intención de voto en orden cronológico inverso, mostrando las más recientes primero y utilizando las fechas en las que se realizó el trabajo de campo de la encuesta. Cuando se desconocen las fechas del trabajo de campo, se proporciona la fecha de publicación.
Leyenda:
     Sondeo realizado en el periodo de prohibición legal de la difusión de sondeos de intención de voto.

### Intención de voto
La siguiente tabla enumera las estimaciones ponderadas (sin incluir votos en blanco y nulos) de la intención de voto.
|                                |                   |    |      |      |      |      |     |     |      |  |  |
| Elecciones municipales de 2022 | 2 oct 2022        | —  | 35.6 | 21.2 | 19.9 | 18.2 | 2.2 | 1.9 | 14.4 |  |  |
|                                |                   |    |      |      |      |      |     |     |      |  |  |
| Ipsos Perú/América             | 2 oct 2022        | ?  | 39.2 | 18.9 | 19.4 | 17.0 | –   | –   | 19.8 |  |  |
| Ipsos Perú/América             | 2 oct 2022        | ?  | 34.9 | 16.8 | 16.9 | 14.3 | –   | –   | 18.0 |  |  |
| Klambp                         | 17–21 sep 2022    | 92 | 24.7 | 17.6 | 20.0 | 27.1 | 4.7 | 2.4 | 2.4  |  |  |
| Klambp                         | 30 jun–6 jul 2022 | 43 | 21.3 | 15.1 | 12.1 | 26.9 | 6.1 | 9.1 | 5.6  |  |  |

### Preferencias de voto
La siguiente tabla enumera las preferencias de voto en bruto (incluyendo blancos, viciados y sin respuesta) y no ponderadas.
| Encuestadora/Medio             | Fecha             | Muestra | Ernesto Peña | Adler Oliva | Oswaldo Jiménez | Diana Martínez | Emilio Shica | César Arévalo | B/V  | NS/NO | Dif. |  |  |  |
| ------------------------------ | ----------------- | ------- | ------------ | ----------- | --------------- | -------------- | ------------ | ------------- | ---- | ----- | ---- |  |  |  |
| Encuestadora/Medio             | Fecha             | Muestra |              |             |                 |                |              |               |      |       |      |  |  |  |
| Elecciones municipales de 2022 | 2 oct 2022        | —       | 30.9         | 18.4        | 17.3            | 15.8           | 1.9          | 1.6           | 13.3 | –     | 12.5 |  |  |  |
|                                |                   |         |              |             |                 |                |              |               |      |       |      |  |  |  |
| Klambp                         | 17–21 sep 2022    | 92      | 22.8         | 16.3        | 18.5            | 25.0           | 4.3          | 2.2           | –    | 7.6   | 2.2  |  |  |  |
| Klambp                         | 30 jun–6 jul 2022 | 62      | 16.3         | 11.6        | 9.3             | 20.9           | 4.7          | 7.0           | –    | 23.3  | 4.6  |  |  |  |

## Resultados

### Sumario general
|                        |                                |              |              |              |           |           |
| Partidos y coaliciones | Partidos y coaliciones         | Voto popular | Voto popular | Voto popular | Regidores | Regidores |
| Partidos y coaliciones | Partidos y coaliciones         | Votos        | %            | +/−          | Total     | +/−       |
|                        | Unión Regional (UR)            | 22,664       | 35.58        | Nuevo        | 7         | +7        |
|                        | Somos Perú (SP)                | 13,505       | 21.20        | n/a          | 2         | +2        |
|                        | Alianza para el Progreso (APP) | 12,693       | 19.93        | +1.41        | 1         | –1        |
|                        | Avanza País (AvP)              | 11,596       | 18.20        | Nuevo        | 1         | +1        |
|                        | Acción Regional (AR)           | 1,428        | 2.24         | –36.89       | 0         | –7        |
|                        | Fuerza Popular (FP)            | 1,181        | 1.85         | –0.60        | 0         | ±0        |
|                        | Frente de la Esperanza (FE)    | 373          | 0.59         | Nuevo        | 0         | ±0        |
|                        | Juntos por el Perú (JP)        | 258          | 0.41         | Nuevo        | 0         | ±0        |
|                        |                                |              |              |              |           |           |
| Total                  | Total                          | 63,698       |              |              | 11        | ±0        |
|                        |                                |              |              |              |           |           |
| Votos válidos          | Votos válidos                  | 63,698       | 86.74        | +5.26        |           |           |
| Votos en blanco        | Votos en blanco                | 4,080        | 5.56         | –2.22        |           |           |
| Votos nulos            | Votos nulos                    | 5,659        | 7.71         | –3.03        |           |           |
| Votos emitidos         | Votos emitidos                 | 73,437       | 73.55        | –1.13        |           |           |
| Abstenciones           | Abstenciones                   | 26,408       | 26.45        | +1.13        |           |           |
| Votantes registrados   | Votantes registrados           | 99,845       |              |              |           |           |
|                        |                                |              |              |              |           |           |
| Fuente:                |                                |              |              |              |           |           |

### Concejo Provincial de Moyobamba
| Cargo                            | Autoridad electa          | Partido político | Partido político         |
| -------------------------------- | ------------------------- | ---------------- | ------------------------ |
| Alcalde Provincial de Moyobamba  | Ernesto Peña Robalino     |                  | Unión Regional           |
| Regidor Provincial de Moyobamba  | Ronald Garate Chumbe      |                  | Unión Regional           |
| Regidora Provincial de Moyobamba | Elsa Putpaña Ruiz         |                  | Unión Regional           |
| Regidor Provincial de Moyobamba  | Luis Silva Guerra         |                  | Unión Regional           |
| Regidora Provincial de Moyobamba | Norlith Linares Camacho   |                  | Unión Regional           |
| Regidor Provincial de Moyobamba  | Edwin Mendoza Castañeda   |                  | Unión Regional           |
| Regidora Provincial de Moyobamba | Rosalina Tantaleán Gómez  |                  | Unión Regional           |
| Regidor Provincial de Moyobamba  | Ayrton del Castillo Díaz  |                  | Unión Regional           |
| Regidor Provincial de Moyobamba  | José Hernández Hernández  |                  | Somos Perú               |
| Regidora Provincial de Moyobamba | Mariela Fachín Valles     |                  | Somos Perú               |
| Regidor Provincial de Moyobamba  | Porfirio Centurión Piña   |                  | Alianza para el Progreso |
| Regidora Provincial de Moyobamba | Diana Martínez Chuquizuta |                  | Avanza País              |

## Elecciones municipales distritales

### Sumario general
| Partidos y coaliciones | Partidos y coaliciones         | Voto popular | Voto popular | Voto popular | Alcaldías | Alcaldías |
| Partidos y coaliciones | Partidos y coaliciones         | Votos        | %            | +/−          | Total     | +/−       |
| ---------------------- | ------------------------------ | ------------ | ------------ | ------------ | --------- | --------- |
|                        | Avanza País (AvP)              | 8,090        | 31.02        | Nuevo        | 1         | +1        |
|                        | Somos Perú (SP)                | 7,005        | 26.86        | n/a          | 2         | +2        |
|                        | Unión Regional (UR)            | 6,208        | 23.80        | Nuevo        | 1         | +1        |
|                        | Alianza para el Progreso (APP) | 3,726        | 14.29        | +1.10        | 1         | –1        |
|                        | Acción Popular (AP)            | 439          | 1.68         | –9.39        | 0         | –1        |
|                        | Perú Libre (PL)                | 305          | 1.17         | Nuevo        | 0         | ±0        |
|                        | Acción Regional (AR)           | 182          | 0.70         | –33.23       | 0         | –2        |
|                        | Juntos por el Perú (JP)        | 109          | 0.42         | Nuevo        | 0         | ±0        |
|                        | Fuerza Popular (FP)            | 15           | 0.06         | –0.58        | 0         | ±0        |
|                        |                                |              |              |              |           |           |
| Total                  | Total                          | 26,079       |              |              | 5         | ±0        |
|                        |                                |              |              |              |           |           |
| Votos válidos          | Votos válidos                  | 26,079       | 85.56        | +1.64        |           |           |
| Votos en blanco        | Votos en blanco                | 3,238        | 10.62        | +0.49        |           |           |
| Votos nulos            | Votos nulos                    | 1,164        | 3.82         | –2.13        |           |           |
| Votos emitidos         | Votos emitidos                 | 30,481       | 75.25        | –0.31        |           |           |
| Abstenciones           | Abstenciones                   | 10,024       | 24.75        | +0.31        |           |           |
| Votantes registrados   | Votantes registrados           | 40,505       |              |              |           |           |
|                        |                                |              |              |              |           |           |
| Fuente:                |                                |              |              |              |           |           |

### Resultados por distrito
La siguiente tabla enumera el control de los distritos de la provincia de Moyobamba. El cambio de mando de una organización política se resalta del color de ese partido.
| Distrito  | Alcalde(sa) titular          | Partido político | Partido político         | Alcalde(sa) electo(a)      | Partido político | Partido político         |
| --------- | ---------------------------- | ---------------- | ------------------------ | -------------------------- | ---------------- | ------------------------ |
| Calzada   | Llimy Díaz La Torre          |                  | Acción Popular           | Segundo Torres Valles      |                  | Alianza para el Progreso |
| Habana    | Wilmer Constantino Fernández |                  | Alianza para el Progreso | Luis Gómez Díaz            |                  | Somos Perú               |
| Jepelacio | Tito Solano Rodas            |                  | Acción Regional          | Joel Huamán Minga          |                  | Unión Regional           |
| Soritor   | Segundo Ortiz Chávez         |                  | Acción Regional          | Segundo Vásquez Montenegro |                  | Avanza País              |
| Yantaló   | Víctor Monteza Dávila        |                  | Alianza para el Progreso | Luis Alvarado Sepúlveda    |                  | Somos Perú               |